# Ente nazionale sordi
L'Ente nazionale per la protezione e l'assistenza dei sordi ETS APS (ENS) è la più antica associazione della comunità sorda italiana. È iscritta, dal 16/06/2022 nel registro unico nazionale del Terzo settore, sezione Associazioni di promozione sociale.

## Storia

### Fondazione
L'ENS nasce il 24 settembre del 1932 a Padova nel giorno di sant'Antonio dalla fusione di diverse realtà associative, con l'obiettivo di costituire un ente unico in rappresentanza dei sordi italiani. La storia dell'ENS è una storia intensa, una storia di persone che hanno creduto nell'unità, nella condivisione di obiettivi comuni, nella forza di una comunità.

Al padovano Antonio Magarotto allora venne un'idea che permise di aggirare il divieto imposto dal regime fascista del 1922: fece convenire i sordi da tutta Italia con il pretesto delle celebrazioni del VII Centenario della morte di sant'Antonio, alle quali il governo non poteva certo opporsi. Fu così che i sordi, resisi conto del valore dell'unità, poterono gettare le basi, in un contraddittorio serrato, della nuova unione. Al convegno parteciparono praticamente tutte le società italiane, e soprattutto le due federazioni antagoniste, che a Padova, nei giorni dal 24 al 26 settembre 1932, furono protagoniste di confronti molto accesi e critici ma evidentemente non distruttivi se, alla fine del convegno, venne sancito il cosiddetto Patto di Padova, nel quale si stabiliva la nascita dell'ente unico in rappresentanza dei sordi italiani e per il quale fu chiesto il riconoscimento pubblico al governo.

All'alba del movimento associativo le persone sorde erano praticamente prive di qualsiasi diritto sul piano giuridico e sociale: equiparate a soggetti incapaci di intendere e di volere, erano escluse da ogni facoltà giuridica, non avevano diritto all'istruzione, se non presso istituti religiosi o precettori privati.

Il sordomutismo inizia ad essere affrontato come problema sociale, in Italia, a partire dal 1784, quando grazie all'esempio del primo, pionieristico, educatore dei sordi Tommaso Silvestri, cominciano a nascere diverse scuole per sordi: prima a Roma e in seguito in altre città italiane.

### Associazioni storiche
Il primo sodalizio di cui si abbia notizia certa nacque a Milano nel 1874 con la denominazione Società di mutuo soccorso Cardano. Da quel momento l'esempio diede origine a molte altre società, come venivano definite allora, a Torino, Genova, e quindi in altre città.

Il primo congresso internazionale dei sordomuti si tenne a Roma nel 1911 e, dopo la prima guerra mondiale che aveva spazzato via molti dei semi gettati in quel coraggioso inizio, i contatti fra le varie società furono faticosamente ripresi, fino a giungere, grazie all'opera instancabile di Giuseppe Enrico Prestini, all'istituzione, nel dopoguerra a Roma l'Unione Italiana Sordomuti.

Il Convegno dei sordomuti italiani tenutosi a Genova nel 1920, della Federazione italiana delle associazioni fra i sordomuti (FIAS).

Il successivo convegno di Roma del 1922 propose le linee di azione della neonata forza rivendicativa dei diritti: istruzione obbligatoria per sordi, avviamento e collocamento al lavoro per sordi, istituzione del patronato per la difesa e l'assistenza dei lavoratori sordi nei conflitti con privati ed istituzioni. È del 1923 il primo riconoscimento dello Stato in favore dei sordomuti con l'emanazione della legge sull'istruzione obbligatoria, ottenuta proprio grazie all'azione della FIAS. Sulle priorità dei punti programmatici e sulle modalità di attuazione delle istanze, nonché su alcuni principi fondamentali legati al concetto di sordomutismo si formarono due linee interpretative contrapposte.

### La scissione
Il confronto diede luogo a una scissione di alcune società dalla Federazione, le quali costituirono un altro organismo nazionale, l'Unione sordomuti italiani, nel 1924. Da questo momento si approfondirono sempre più i contrasti, che portarono alla convocazione di Congressi separati dai quali vennero a definirsi due linee programmatiche differenti: privilegiare la peculiarità culturale dei sordi, oppure accettare il modello degli udenti cercando di colmare il divario. Nel 1930 il governo dell'epoca fascista, forse per ragioni che oggi potremmo definire “di immagine”, vietò alle associazioni di sordomuti di convocare convegni nazionali.

## La legislazione
Il riconoscimento ufficiale venne solo con la L. 12 maggio 1942 n. 889, ma nel frattempo la forza dell'unità ebbe modo di mostrarsi in un importantissimo evento che rivoluzionò per sempre la vita dei sordi italiani: l'abrogazione, nel 1938, delle disposizioni relative al codice civile italiano che inabilitavano la persona sorda, con l'acquisizione della piena capacità giuridica, che consentì ai sordi, da quel momento, di godere dei diritti civili come tutti gli altri sudditi del Regno d'Italia.

La legge 21 agosto 1950 n. 698, fortemente voluta dall'allora direttore Cesare Magarotto, riorganizzò l'Ente nazionale sordomuti riconoscendone la personalità giuridica di diritto pubblico, per l'importanza dei compiti di rappresentanza e tutela svolti a livello nazionale per tutti i sordi italiani. A seguito del decentramento amministrativo voluto dal decreto n. 616 del 1977, l'ENS, come le altre associazioni storiche di disabili, è stato trasformato in ente morale di diritto privato, pur conservando i compiti di rappresentanza e tutela riconosciuti in un successivo decreto del 1979.

Dall'anno della sua fondazione l'ENS ha subito diverse trasformazioni nella propria struttura, rinnovandosi continuamente ma mantenendo il focus centrale della propria azione: lottare, giorno per giorno, per il miglioramento continuo della qualità della vita delle persone sorde. Un'importante trasformazione giuridica viene dal risultato di una forte battaglia politica e mobilitazione di piazza che ha portato alla definizione ed approvazione della L. 20 febbraio 2006 n. 95 con la quale il termine "sordomuto" viene sostituito dal termine "sordo", in tutte le disposizioni legislative vigenti.

## Missione
La missione dell'ENS è l'integrazione nella società, la promozione dell'identità, autonomia e piena realizzazione umana delle persone sorde.

L'Ente nazionale per la protezione e l'assistenza dei sordi ETS APS (ENS) è l'ente nazionale preposto alla protezione e l'assistenza dei sordi. Iscritto al RUNTS, sezione associazioni di promozione sociale (trasmigrato dal registro nazionale delle associazioni di promozione sociale presso il Ministero del lavoro e delle politiche sociali, Decreto ministeriale 10 ottobre 2002).

Ai sensi della L. 12 maggio 1942 n. 889 l'ENS è stato eretto ad ente morale ed ai sensi della L. 21 agosto 1950 n. 698 è stato riconosciuto quale ente morale per la protezione e l'assistenza dei sordi con l'espresso scopo, tra gli altri, di avviare i sordi alla vita sociale.

Le predette finalità sono state mantenute in capo all'ENS anche a seguito dell'emanazione del DPR 31 marzo 1979, con il quale il medesimo è stato trasformato in Ente con personalità giuridica di diritto privato; l'art. 2 di detto DPR prevede che «L'E.N.S. conserva i compiti associativi nonché quelli di rappresentanza e tutela dei minorati dell'udito e della favella, previsti dalle norme di legge vigenti e da quelle statutarie».
L'ENS è altresì:
- riconosciuta come Associazione Benemerita presso il Comitato Italiano Paralimpico (CIP);
- Iscritto all'albo degli enti di servizio civile universale

## Organizzazione
L'ENS in tutto il territorio nazionale è rappresentato da 104 sezioni provinciali, 18 consigli regionali e da rappresentanze locali ed intercomunali.

### Organi centrali
- Congresso nazionale
- Assemblea nazionale
- Consiglio direttivo
- Presidente nazionale
- Collegio dei probiviri
- Organo centrale di controllo

### Organi periferici
- Congressi regionali
- Assemblee regionali
- Consigli regionali
- Presidenti regionali
- Collegi regionali dei sindaci
- Segretari regionali
- Congressi provinciali
- Assemblee provinciali
- Consigli provinciali
- Presidenti provinciali

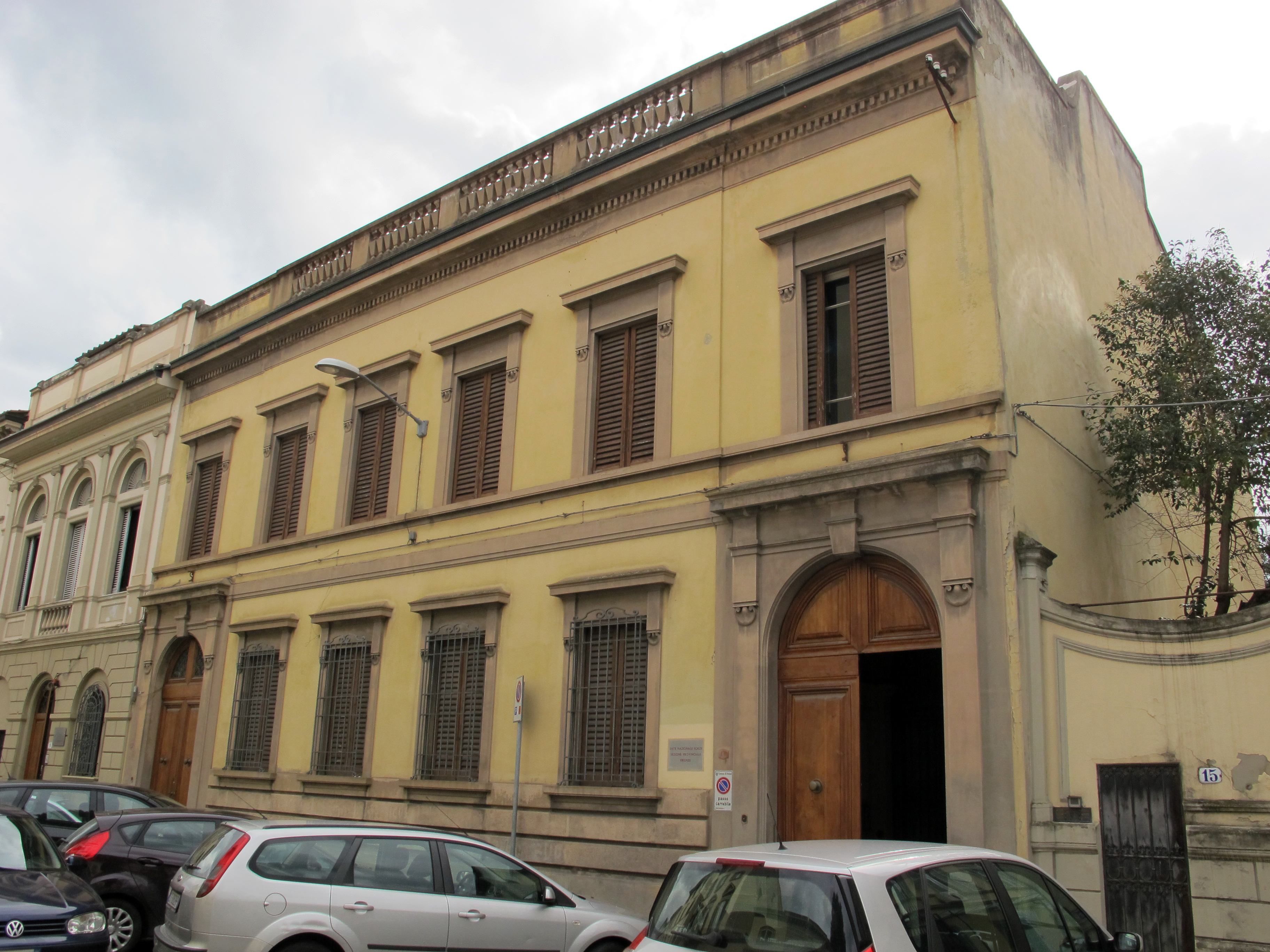
La sede provinciale di Firenze

- Rappresentanze intercomunali e locali
- Rappresentanti intercomunali e locali
- Coordinatori intercomunali e locali

### Aree
- Politiche del lavoro, servizio civile, bilancio del CGSI.
- Storia dei Sordi, terza età, biblioteca, settore spirituale e pari opportunità.
- Multimedia, tempo libero, cinema, teatro e videoteca.
- Scuola e università, politiche per la famiglia, rapporti col CGSI.
- Coordinamento osservatori regionali, sanità, coordinamento legislativo periferico, fund raising, coordinamento progetti su eventi speciali.
- Politiche per lo Sport, rapporti internazionali con WFD ed EUD), LIS e formazione.

### Centri
- Centro di documentazione biblioteca “Vittorio Ieralla”
- Centro produzione video –Museo “I Sordi Italiani”
- Museum internazionale sport silenzioso “Francesco Rubino”

## Struttura
- Comitato Giovani Sordi Italiani
- Comitato Nazionale Sordi con più Disabilità (CoNaSD)
- Comitato Nazionale Donne Sorde
- Area Università, Scuola, Famiglie (USF)
- Area Formazione (docenti LIS)

## Attività
L'ENS è membro e fondatore della WFD (World Federation of the Deaf), costituitasi a Roma nel 1951, riconosciuta dalle maggiori organizzazioni internazionali, tra cui l'ONU, con sede operativa a Helsinki (Finlandia), dell'EUD (European Union of the Deaf) dal 1985, con sede a Bruxelles (Belgio), e si conforma alle direttive dell'Unione europea.

L'ENS è altresì membro fondatore della FAND (Federazione tra le associazioni nazionali delle persone con disabilità) insieme alle altre associazioni storiche di rappresentanza e tutela delle persone con disabilità: UICI (Unione italiana dei ciechi e degli ipovedenti), ANMIC (Associazione nazionale mutilati e invalidi civili), ANMIL (Associazione nazionale fra lavoratori mutilati e invalidi del lavoro), UNMS (Unione nazionale mutilati per servizio).

L'ENS è membro del FID (Forum Italiano sulla Disabilità), dell'EDF (European Disability Forum) e del Forum Nazionale del Terzo Settore.

## Iscritti
- 2006: 30.547[5]
- 2007: 30.256[5]
- 2008: 30.067[5]
- 2009: 29.477[5]
- 2010: 28.732[5]
- 2011: 28.357[6]
- 2012: 25.618[7]

- 2013: 25.756[8]
- 2014: 25.757[9]
- 2015: 25.897[10]
- 2016: 26.262
- 2017: 25.947[11]
- 2018: 25.658[12]
- 2019: 24.975[13]

- 2020: 23.675[14]
- 2021: 21.782[15]
- 2022: 22.258[16]
- 2023: dati non disponibili

## Presidenti
- Giovanni De Carlis[17] (1948 - 1950)[18]
- Vittorio Ieralla (1950 - 1982)
- Furio Bonora[19] (1982 - 1987)
- Armando Giuranna[20][21] (1987 - 1995)
- Ida Collu[22][23] (1995 - 2011)
- Giuseppe Petrucci[24] (2011 - 2021)
- Raffaele Angelo Cagnazzo[24] (2021 - in carica)

## Congressi
- XXIII Congresso Santa Margherita di Pula (2008)[25]
- XXIV Congresso Rocca di Papa (2011)[26]
- XXV Congresso Montesilvano (2015)[27]
- XXVI Congresso Roma (30-31 luglio 2021)[28]
- XXVII Congresso Isola delle Femmine (12-15 maggio 2022)[29]
- XXVIII Congresso Roma (23 luglio 2022)[30]

## Museo
All'interno della sede vi è un museo dedicato ai pionieri coloro che fondarono sia ENS sia WFD. Ci sono anche un archivio di documenti e di foto storiche. Esiste anche un'emeroteca.

## Cultura di massa

### Fumetti
Viene pubblicato, nel 2019, il fumetto Fratelli di Silenzio sulla storia della fondazione dell'ente unico dei sordi italiani del fondatore Antonio Magarotto.

### Giornale
Parole & Segni (P@role & Segni) era un bimestrale italiano dedicato agli soci tesserati dall'ENS.
La rivista bimestrale era un periodico riservato alle persone sorde che si abbonavano ed avevano delle informazioni sulla sordità, sulle leggi per i disabili uditivi, ed ogni anno si presentavano dei bilanci dell'associazione.
Le pagine erano dedicato alle attività dei circoli delle varie sezioni provinciali alle attività sportive, dalle curiosità culturali sulle pubblicazioni dei seminari, ai workshop del Comitato Giovani Sordi per le problematiche delle scuole e famiglie, dall'educazione all'inclusione scolastica.